# Mwadingusha kraftverk
Mwadingusha kraftverk, mellan 1947 och cirka 1970 Francquikraftverket efter Émile Francqui, är ett vattenkraftverk i floden Lufira i Kongo-Kinshasa. Det ligger i provinsen Haut-Katanga, i den södra delen av landet, 1 500 km sydost om huvudstaden Kinshasa. Mwadingusha kraftverk ligger 1 098 m över havet och har en bruttofallhöjd på 114 m. Kraftverksdammen dämmer upp vattenfallet chutes Cornet (även kallat chutes Mukolomone eller chutes de Mwadingusha) och bildar sjön Lac Tshangalele. När det byggdes hade det tre turbiner och en totaleffekt på 36 MW men byggdes stegvis ut till sex turbiner och en totaleffekt på 77 MW vid 1950-talets början. Den första turbinen togs i drift 7 augusti 1930.